# Zápas na Letních olympijských hrách 1968 – muži, volný styl do 63 kg
Zápas ve volném stylu v pérové váze na Letních olympijských hrách 1968 v Mexiku probíhal od 17. do 20. října. O medaile se utkalo 23 zápasníků.

## Turnajové výsledky
Byl použit systém eliminace zápornými body. Zápasník, který nasbíral 6 negativních bodů, byl vyřazen z dalších bojů. Když zůstali v turnaji poslední tři, rozhodlo o jejich konečném pořadí speciální finálové kolo. 
Legenda
- DNA — Nenastoupil
- TPP — Celkem trestných bodů
- MPP — Trestných bodů v zápase

Penalizace
- 0 — Lopatkové vítězství, vítězství pro pasivitu, zranění, nebo diskvalifikaci protivníka
- 0.5 — Vítězství pro technickou převahu
- 1 — Vítězství na body
- 2 — Remíza
- 2.5 — Remíza, pasivita
- 3 — Prohra na body
- 3.5 — Prohra pro technickou převahu soupeře
- 4 — Lopatková prohra, prohra z důvodu pasivity, zranění, nebo diskvalifikace

### Kolo 1
| TPP | MPP |                            | Score      |                               | MPP | TPP |
| --- | --- | -------------------------- | ---------- | ----------------------------- | --- | --- |
| 1   | 1   | Vehbi Akdağ (TUR)          |            | Hans-Jürgen Luczak (GDR)      | 3   | 3   |
| 3   | 3   | Bobby Douglas (USA)        |            | Shamseddin Seyed-Abbasi (IRI) | 1   | 1   |
| 1   | 1   | Elkan Tedejev (URS)        |            | Mohammed Ebrahimi (AFG)       | 3   | 3   |
| 3   | 3   | Tadeusz Godyń (POL)        |            | Cedendambyn Nacagdorž (MGL)   | 1   | 1   |
| 4   | 4   | Gabriel Ruz (MEX)          | TF / 2:47  | Masaaki Kaneko (JPN)          | 0   | 0   |
| 0   | 0   | Choi Jung-Heuk (KOR)       | TF / 2:24  | Onésimo Rufino (DOM)          | 4   | 4   |
| 0.5 | 0.5 | Petre Coman (ROU)          |            | John McCourtney (GBR)         | 3.5 | 3.5 |
| 3   | 3   | Patrick Bolger (CAN)       |            | József Rusznyák (HUN)         | 1   | 1   |
| 0   | 0   | Enju Todorov (BUL)         | TF / 10:09 | José Ramos (CUB)              | 4   | 4   |
| 0   | 0   | Ismail Al-Karaghouli (IRQ) | TF / 5:45  | José García (GUA)             | 4   | 4   |
| 4   | 4   | Antonio Senosa (PHI)       | TF / 6:15  | Nikolaos Karypidis (GRE)      | 0   | 0   |
| 0   |     | Josef Engel (TCH)          |            | Bye                           |     |     |

### Kolo 2
| TPP | MPP |                          | Score     |                               | MPP | TPP |
| --- | --- | ------------------------ | --------- | ----------------------------- | --- | --- |
| 3   | 3   | Josef Engel (TCH)        |           | Vehbi Akdağ (TUR)             | 1   | 2   |
| 6.5 | 3.5 | Hans-Jürgen Luczak (GDR) |           | Shamseddin Seyed-Abbasi (IRI) | 0.5 | 1.5 |
| 1   | 0   | Elkan Tedejev (URS)      | TF / 9:04 | Tadeusz Godyń (POL)           | 4   | 7   |
| 5   | 2   | Mohammed Ebrahimi (AFG)  |           | Cedendambyn Nacagdorž (MGL)   | 2   | 3   |
| 7   | 3   | Gabriel Ruz (MEX)        |           | Choi Jung-Heuk (KOR)          | 1   | 1   |
| 0   | 0   | Masaaki Kaneko (JPN)     | TF / 2:06 | Onésimo Rufino (DOM)          | 4   | 8   |
| 1   | 0.5 | Petre Coman (ROU)        |           | Patrick Bolger (CAN)          | 3.5 | 6.5 |
| 7.5 | 4   | John McCourtney (GBR)    | TF / 5:45 | József Rusznyák (HUN)         | 0   | 1   |
| 0.5 | 0.5 | Enju Todorov (BUL)       |           | Ismail Al-Karaghouli (IRQ)    | 3.5 | 3.5 |
| 4   | 0   | José Ramos (CUB)         | TF / 5:57 | Antonio Senosa (PHI)          | 4   | 8   |
| 8   | 4   | José García (GUA)        | TF / 4:47 | Nikolaos Karypidis (GRE)      | 0   | 0   |
| 3   |     | Bobby Douglas (USA)      |           | DNA                           |     |     |

### Kolo 3
| TPP | MPP |                             | Score     |                               | MPP | TPP |
| --- | --- | --------------------------- | --------- | ----------------------------- | --- | --- |
| 7   | 4   | Josef Engel (TCH)           | TF / 8:39 | Shamseddin Seyed-Abbasi (IRI) | 0   | 1.5 |
| 4   | 2   | Vehbi Akdağ (TUR)           |           | Elkan Tedejev (URS)           | 2   | 3   |
| 6.5 | 3.5 | Cedendambyn Nacagdorž (MGL) |           | Masaaki Kaneko (JPN)          | 0.5 | 0.5 |
| 4   | 3   | Choi Jung-Heuk (KOR)        |           | Petre Coman (ROU)             | 1   | 2   |
| 4.5 | 3.5 | József Rusznyák (HUN)       |           | Enju Todorov (BUL)            | 0.5 | 1   |
| 6   | 2   | José Ramos (CUB)            |           | Ismail Al-Karaghouli (IRQ)    | 2   | 5.5 |
| 0   |     | Nikolaos Karypidis (GRE)    |           | Bye                           |     |     |
| 5   |     | Mohammed Ebrahimi (AFG)     |           | DNA                           |     |     |

### Kolo 4
| TPP | MPP |                               | Score     |                            | MPP | TPP |
| --- | --- | ----------------------------- | --------- | -------------------------- | --- | --- |
| 2.5 | 2.5 | Nikolaos Karypidis (GRE)      |           | Vehbi Akdağ (TUR)          | 2.5 | 6.5 |
| 2.5 | 1   | Shamseddin Seyed-Abbasi (IRI) |           | Elkan Tedejev (URS)        | 3   | 6   |
| 0.5 | 0   | Masaaki Kaneko (JPN)          | TF / 5:31 | Choi Jung-Heuk (KOR)       | 4   | 8   |
| 5   | 3   | Petre Coman (ROU)             |           | Enju Todorov (BUL)         | 1   | 2   |
| 7.5 | 3   | József Rusznyák (HUN)         |           | Ismail Al-Karaghouli (IRQ) | 1   | 6.5 |

### Kolo 5
| TPP | MPP |                          | Score     |                               | MPP | TPP |
| --- | --- | ------------------------ | --------- | ----------------------------- | --- | --- |
| 6.5 | 4   | Nikolaos Karypidis (GRE) | TF / 1:39 | Shamseddin Seyed-Abbasi (IRI) | 0   | 2.5 |
| 1.5 | 1   | Masaaki Kaneko (JPN)     |           | Petre Coman (ROU)             | 3   | 8   |
| 2   |     | Enju Todorov (BUL)       |           | Bye                           |     |     |

### Finále
Výsledky z předchozích kol se započítávají do finále (žlutě zvýrazněno).
| TPP | MPP |                               | Score |                               | MPP | TPP |
| --- | --- | ----------------------------- | ----- | ----------------------------- | --- | --- |
|     | 2   | Enju Todorov (BUL)            |       | Shamseddin Seyed-Abbasi (IRI) | 2   |     |
|     | 2.5 | Masaaki Kaneko (JPN)          |       | Enju Todorov (BUL)            | 2.5 | 4.5 |
| 5   | 3   | Shamseddin Seyed-Abbasi (IRI) |       | Masaaki Kaneko (JPN)          | 1   | 3.5 |

## Finálové pořadí
1. Masaaki Kaneko (JPN)
2. Enju Todorov (BUL)
3. Shamseddin Seyed-Abbasi (IRI)
4. Nikolaos Karypidis (GRE)
5. Petre Coman (ROU)
6. Elkan Tedejev (URS)